# Коппинг, Уилф
Уилфред Коппинг (англ. Wilfred Copping; 17 августа 1909 — июнь 1980) — английский футболист, выступавший на позиции хавбека. Известен по выступлениям за клубы «Лидс Юнайтед» и «Арсенал», а также за национальную сборную Англии.

## Клубная карьера
Уроженец Миддклиффа (Барнсли, Йоркшир), Уилф работал в местной шахте и параллельно выступал за местные футбольные команды «Дерн Вэлли» и «Миддлклифф Роверс». В марте 1929 году стал игроком клуба «Лидс Юнайтед». Провёл за клуб более 160 матчей в чемпионате, выступая на позиции левого хавбека.
Летом 1934 года перешёл лондонский клуб «Арсенал», который заплатил за его трансфер 8000 фунтов. Его дебют за «канониров» состоялся 25 августа 1934 года в матче против «Портсмута». В сезоне 1934/35 Коппинг помог «Арсеналу» выиграть чемпионский титул.
В сезоне 1935/36 помог «канонирам» выиграть Кубок Англии, обыграв в финальном матче «Шеффилд Юнайтед». В сезоне 1937/38 «Арсенал» с Коппингом вновь стал чемпионом Англии.
В 1939 году Коппинг попросил выставить себя на трансфер, после чего вернулся в «Лидс Юнайтед». Уже в сентябре 1939 года официальные турниры в Англии были приостановлены из-за начала войны. Коппинг вступил в ряды британской армии. Проходил службу в Северной Африке, получил звание сержант-майора. Также провёл несколько матчей за «Лидс Юнайтед» в качестве гостевого игрока военного времени, но уже в 1942 году официально завершил карьеру футболиста.

## Карьера в сборной
13 мая 1933 года дебютировал за национальную сборную Англии в товарищеском матче против сборной Италии. В ноябре 1934 года был признан лучшим игроком матча против итальянцев, известного как «Битва на „Хайбери“». Всего с 1933 по 1939 год провёл 20 матчей за сборную Англии.

## Стиль игры
Коппинг играл на позиции оборонительного хавбека, известного жёстким отбором мяча. Создал себе репутацию физически крепкого, иногда грубого игрока, умеющего прекрасно играть в отборе, при этом отдавая точные передачи, и делать мощные вбрасывания из аута. Его называли «Железным человеком». Билл Шенкли считал, что Коппинг «играл не в мяч, а в человека», а Томми Лоутон утверждал, что Коппинг дважды ломал ему нос. Несмотря на свидетельства о грубой игре, он ни разу не был удалён или предупреждён во время официальных матчей. Не брился перед матчами, создавая внешний образ «сурового боксёра с щетиной». Известна его цитата: «тот, кто первым идёт в отбор мяча, никогда не травмируется».

## Достижения
Арсенал
- Чемпион Англии (2): 1934/35, 1937/38
- Обладатель Кубка Англии: 1936
- Обладатель Суперкубка Англии (2): 1934[англ.], 1938[англ.]

Сборная Англии
- Победитель Домашнего чемпионата Британии: 1937/38, 1938/39 (разделённый титул)

## После завершения карьеры
После окончания Второй мировой войны Коппинг работал тренером в бельгийском клубе «Беерсхот», также был членом тренерского штаба в английских клубах «Саутенд Юнайтед», «Бристоль Сити» и «Ковентри Сити». Затем ушёл на пенсию и жил в городе Саутенд-он-Си. Умер в 1980 году в возрасте 70 лет.
В 1998 году был включён в список 100 легенд Футбольной лиги.